# Zombiber
Zombiber (Originaltitel: Zombeavers) ist eine US-amerikanische Horrorkomödie aus dem Jahr 2014.

## Handlung
Eine Gruppe Trucker transportieren Kanister mit Giftmüll der medizinischen Forschungseinrichtung Mamaroneck. Es kommt auf einer Landstraße zu einem Wildunfall und einer der Kanister fällt in einen Fluss. Er treibt flussabwärts und erreicht einen von Bibern gebauten Damm. Dort verfängt sich der Kanister, und eine grüne Flüssigkeit tritt aus.
Mary, Zoe und Jenn fahren für einen Wochenendtrip nach Ashwood und wollen dort im Haus von Marys Cousin übernachten. Das Haus liegt an einem See mit Biberdamm. Der Fluss, in den der Behälter fiel, befindet sich direkt neben dem See, nur durch eine Landenge getrennt. Jenn und Zoe bemerken schnell, dass sie keinen Handyempfang haben, aber Mary macht sie auf den Festnetzanschluss im Haus aufmerksam.
Die Mädchen beschließen, ein Bad im See zu nehmen, und entdecken den Biberdamm. Sie treffen auf Smyth, einen Redneck, der sie vor einem Bären rettet. Er warnt sie, sich von den Bibern fernzuhalten. Später in der Nacht überraschen Marys Freund Tommy, Zoes Freund Buck und ihr gemeinsamer Freund Sam die Mädchen durch einen Besuch. Die beiden Pärchen ziehen sich auf ihre jeweiligen Schlafzimmer zurück. Jenn wird im Bad von einem Biber angegriffen. Tommy tötet den Biber mit einem Baseballschläger. Jenn und Mary haben jedoch das Gefühl, dass mit dem Biber etwas nicht stimmt, da er keine Pupillen hat. Später stellt sich heraus, dass der Biber überlebt hat.
Die Gruppe geht am nächsten Tag zum Schwimmen an den See. Jenn ist von den Ereignissen der letzten Nacht verängstigt und bleibt im Haus zurück. Es wird offenbart, dass Sam Jenn mit Mary betrogen hat und alle außer Tommy und Jenn davon wussten. Die Biber greifen erneut an. Sie beißen Buck einen Fuß ab und kratzen Tommy. Jenn wird vom gleichen Biber wie in der Vornacht angegriffen. Sie spießt den Biber mit einem Messer auf, wird jedoch von ihm gekratzt. Die Biber zerstören die Telefonleitung und für die Clique gibt es keine Möglichkeit mehr, mit der Außenwelt zu kommunizieren.
Zombiebiber umzingeln das Haus und Buck verliert eine Menge Blut. Tommy und Zoe wollen Buck mit Marys Auto in ein Krankenhaus bringen. Die Biber fällen einen Baum, um die Straße zu blockieren. Tommy geht zu Fuß weiter, um Hilfe zu suchen, wird aber von den Bibern getötet. Smyth kommt zur Rettung und bringt Buck und Zoe in seinem LKW zurück zum Haus. Dort haben Mary, Sam und Jenn alle Fenster und die Tür mit Brettern verbarrikadiert, um die Biber draußen zu halten, aber Zoe, Smyth und Buck können so nicht hinein. Die drei gehen weiter zum Haus des Einheimischen Winston Gregorson, der dort mit seiner Frau Myrne lebt. Dort angekommen finden sie die Gregorsons tot vor, und deren Festnetzanschluss wurde ebenfalls von den Bibern zerstört.
In dem anderen Haus verwandelt sich Jenn in einen Zombiebiber. Ihr wächst ein Schwanz und ihre Zähne verlängern sich. Sie greift Mary an, wird aber von Sam erschlagen. Sam und Mary können sich in einem Zimmer einschließen. Mary wird klar, dass, wenn die Zombiebiber jemanden beißen oder kratzen, derjenige sich ebenfalls in einen Zombiebiber verwandelt. Im Haus der Gregorsons tötet Buck Smyth und greift Zoe an, erliegt dann aber seinen Verletzungen. Zoe schließt sich im Schlafzimmer der Gregorsons ein und wird dort von der mutierten Myrne Gregorson angegriffen, kann aber fliehen. Das andere Haus wurde zwischenzeitlich durch einen Biber in Brand gesetzt. Mary gelingt es, den mutierten Sam zu töten.
Zoe kehrt blutend zurück, um Mary in Smyths LKW zu helfen. Der mutierte Smyth schießt auf den LKW, aber Zoe und Mary überleben. Jenn stößt auf die beiden und wird von ihnen versehentlich überfahren. Weil der weitere Weg durch einen Baum blockiert ist, beschließen Mary und Zoe zu laufen. Im Glauben, dass Zoe gebissen wurde, richtet Mary die Waffe auf sie, verwandelt sich jedoch selbst in einen Zombiebiber. Zoe tötet sie mit einer Axt. Auf der Straße sieht sie die gleichen LKW-Fahrer, die den Kanister fallen gelassen hatten, und wird von ihnen versehentlich überfahren.
In einer Post-Credit-Szene sieht man eine Biene, die von einer Zombiebiberleiche wegfliegt und zu ihrem Bienenstock zurückkehrt.

## Entstehungsgeschichte
Aufmerksamkeit erreichte der Film u. a. durch den Trailer, der binnen weniger Tage über eine Million Mal bei YouTube angesehen wurde. Gedreht wurde innerhalb von 21 Tagen in Santa Clarita, Kalifornien.
Passend zur Verleihung der Oscars 2014 veröffentlichte Epic Pictures eine Reihe von vermeintlichen Kinopostern, die Oscar-nominierte Filme mit einem Biber zeigten.
In Deutschland fand eine Aufführung als sog. „Halloween Preview“ in zahlreichen Kinos am 31. Oktober 2014 statt.

## Kritik
„Zombiber ist eine kleine Perle des Genres, ein Trash-Film, der sich seiner verrückten Geschichte bewusst ist, sie aber mit viel Charme und Chuzpe präsentiert. Hier wird geboten, was der Titel verspricht.“